# Delonix regia

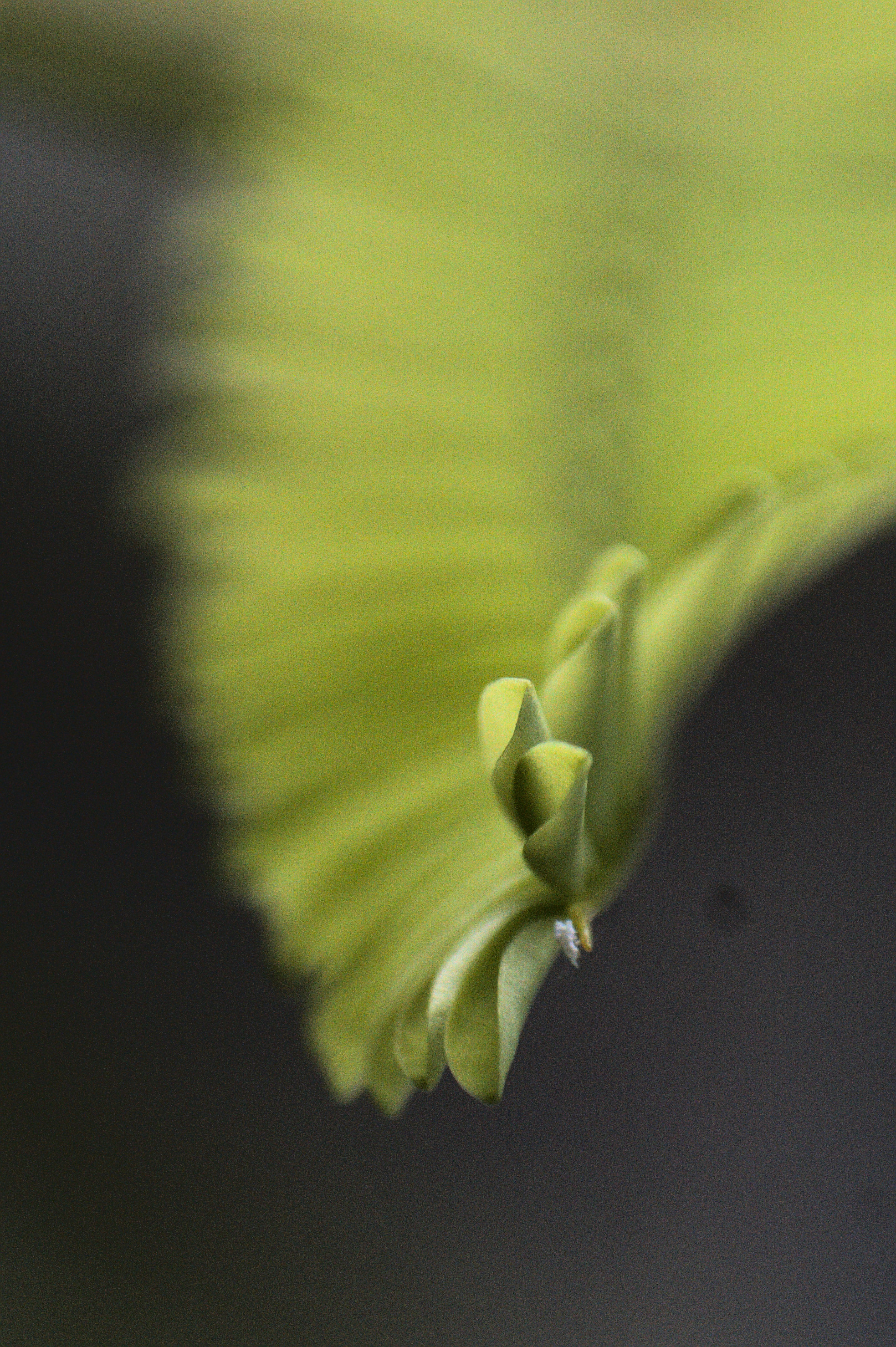
Folha da delonix regia em detalhe

A Delonix regia (Hook.) Raf., chamada em português de flamboyant, flamboiã, flamboaiã,acácia-rubra, Liete ou Lietinha (em algumas regiões do Brasil) é uma árvore da família das leguminosas (Fabaceae). É nativa da ilha de Madagascar, tendo-se em seguida espalhado pela zona tropical da África continental, sendo posteriormente, por sua beleza, levada a outros continentes, como a Europa e as Américas. Por sua beleza, é uma das plantas mais usadas com fins ornamentais em regiões tropicais e subtropicais de todo o mundo.

## Etimologia
Os nomes em português flamboiã e flamboaiã derivam do nome francês flamboyant, por sua vez oriundo do latim flammare, incendiar. Recebeu esse nome devido ao vermelho vivo característico de suas flores. A planta foi descoberta na ilha de Madagascar por um botânico francês em 1824. Antes de receber a atual nomenclatura científica de Delonix regia, havia sido classificada como Poinciana regia.

## Descrição

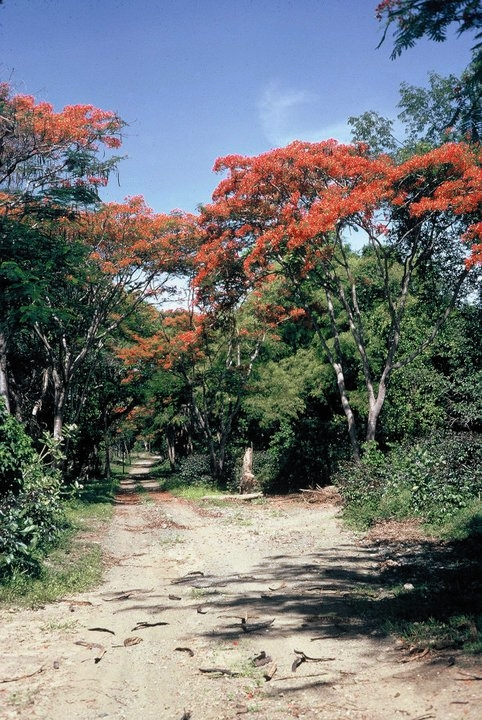
Acácias-rubras am Timor-Leste

Embora esteja ameaçada de extinção no estado selvagem, é muito cultivada pelo seu valor ornamental.
Adaptou-se muito bem em toda a América tropical, sendo muito popularizada nas ilhas do Caribe. No Brasil, é usada na arborização de ruas e praças.
Apesar de ser muito ornamental devido às suas belíssimas flores, seu uso na arborização urbana fica recomendado apenas a parques e grandes espaços, devido à sua altura média de 7 a 10 m e a suas raízes muito superficiais e danosas, que destroem as calçadas ao seu redor. Uma boa opção é plantar a Caesalpinia pulcherrima, que é semelhante ao flamboaiã porém com porte menor e sem o problema das raízes.

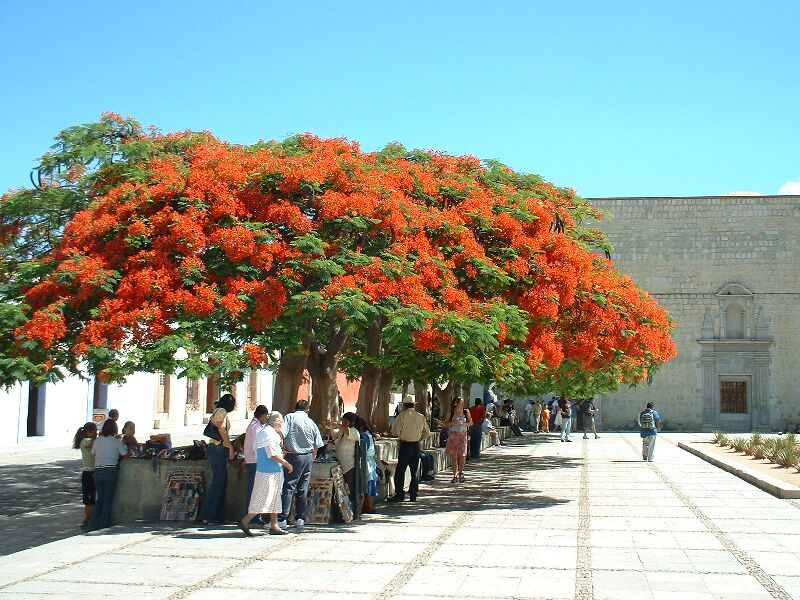
Delonix regia no Pátio de Santo Domingo, em Oaxaca, no México

Suas folhas são caducifólias, medem em média 30 a 60 cm de comprimento, são pecioladas (haste) e revestidas por pelos finos e curtos, recompostas com folíolos pequenos medindo de 1 a 1,5 cm de comprimento e caducos (decíduos). A sua copa tem um formato largo (oblongo) e seu crescimento é relativamente rápido. Suas flores são majestosas e de cor vermelha-alaranjada ou amarelas. Cada flor possui 5 pétalas, sendo uma delas maior, com face superior rajada de vermelho ou laranjando sobre um fundo branco com bordas avermelhadas, e 5 sépalas. A época de floração é de outubro a dezembro. O seu fruto é do tipo vagem, conhecido também como legume. De coloração castanho-escura, possui tamanho avantajado e permanece na árvore por mais de seis meses. A semente é dura, alongada, com 1,70 cm de comprimento em média (nunca mais de 2 cm) e sua coloração é castanho-clara.
Para germinar as sementes, basta lixar as laterais da semente alguns milímetros com uma lixa número 150 encontrada em depósitos de Material para construção (jamais lixe as pontas ), após o lixamento  deixe as sementes na água limpa por 24 horas, as sementes dobram de tamanho.  Plante as sementes em terra ou areia, e regue todos os dias até germinarem.

## Galeria

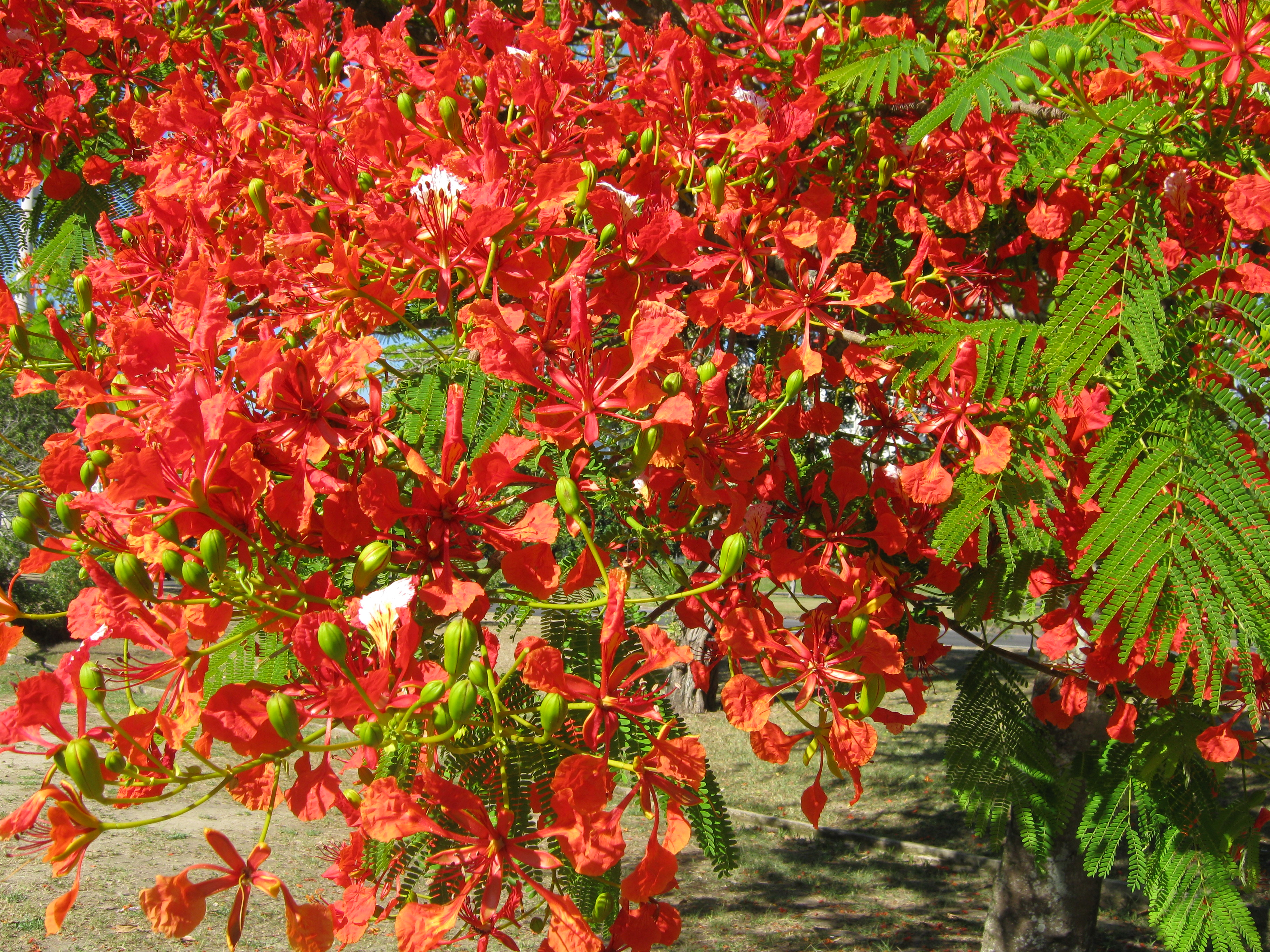
Flamboiãs no Aterro do Flamengo, Rio de Janeiro, Brasil.
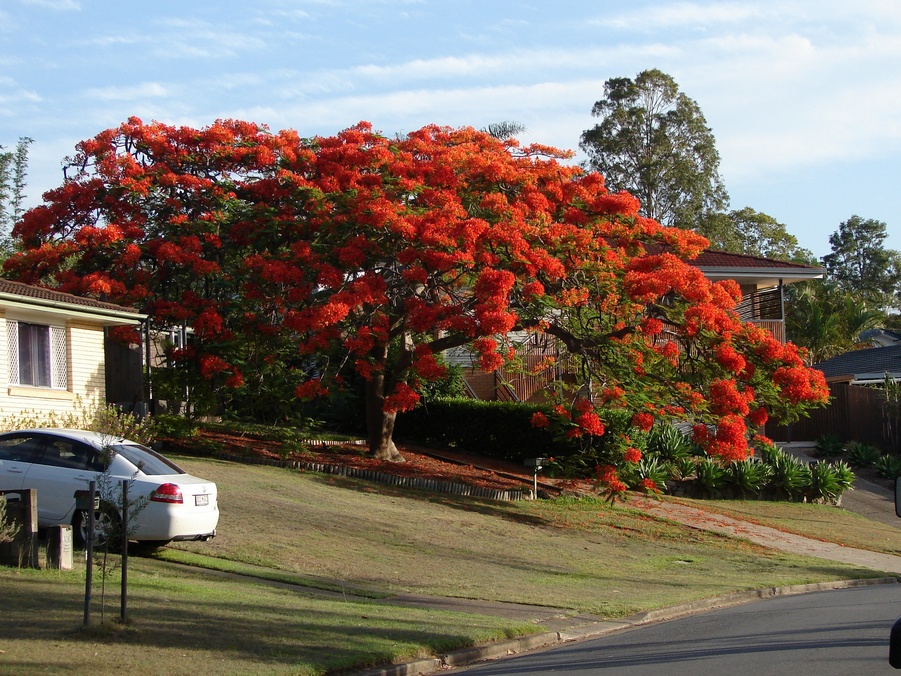
Um flamboiã em Brisbane, Australia
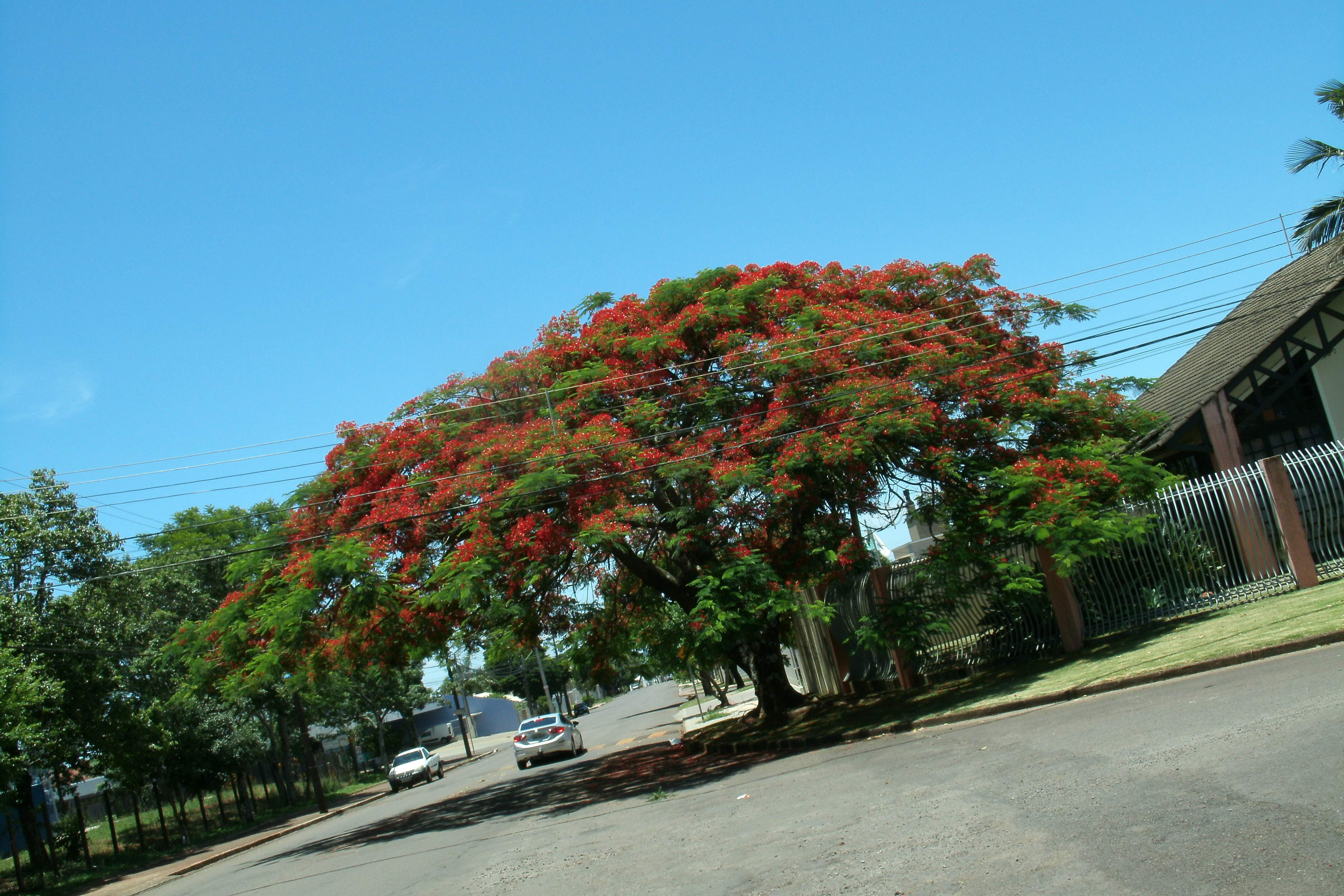
Flamboyant, localizado em Cascavel-PR, árvore imponente e de beleza certa em sua florada da primavera-verão.
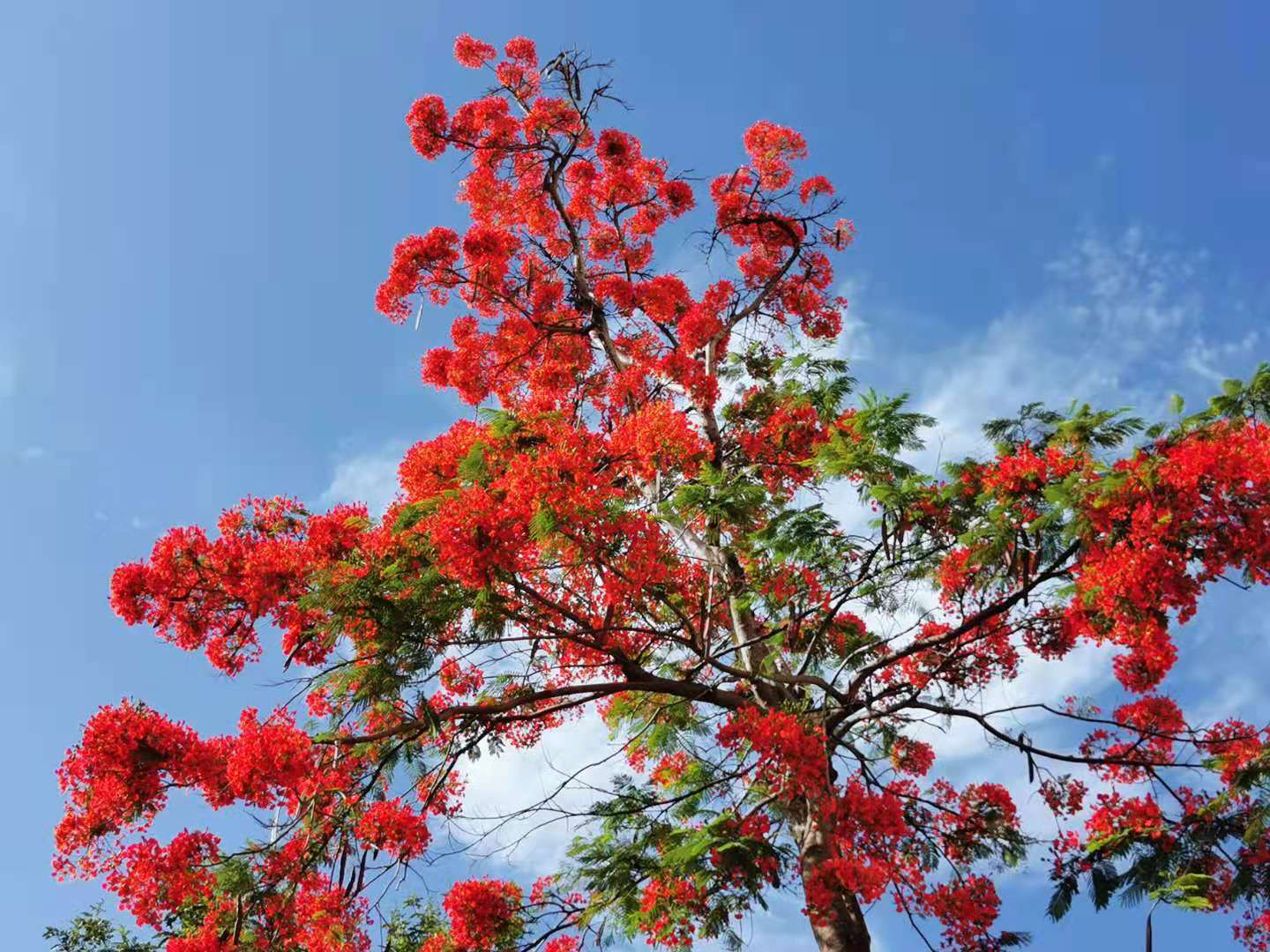

## Raiz
As raízes do Flamboyant são bastante agressivas, com parte delas acima da superfície, tornando-a imprópria para a ornamentação de calçadas, ruas ou próximo à tubulações de água, esgoto, paredes e até mesmo fiação elétrica